# 臺中市議會第二屆議員列表
臺中市議會第二屆議員列表名列臺中市於2014年11月29日地方公職人員選舉當選的臺中市議員名單，任期為2014年12月25日－2018年12月25日。

## 政黨席次
目前席次中國國民黨共26席（吳顯森、陳成添加入超黨派聯盟）、民主進步黨26席、無黨籍5席、親民黨2席，共計59席空缺4席。
| 政黨                    | 共63席 | 共63席  | 共63席 |  |
| ----------------------- | ------ | ------- | ------ |  |
| 政黨                    | 席次   | 得票數  | 得票率 |  |
| 中國國民黨              | 28     | 560,089 | 38.23% |  |
| 民主進步黨              | 27     | 584,725 | 39.91% |  |
| 親民黨                  | 2      | 37,892  | 2.59%  |  |
| 無黨籍 及未經政黨推薦者 | 6      | 256,119 | 17.48% |  |

## 分區
以下名單皆來自中華民國中央選舉委員會的公告

### 第一選區（大甲區、大安區、外埔區）
- 中國國民黨：李榮鴻
- 民主進步黨：吳敏濟

### 第二選區（清水區、梧棲區、沙鹿區）
- 中國國民黨：張清照、顏莉敏
- 民主進步黨：楊典忠、王立任
- 無黨籍：尤碧鈴

### 第三選區（龍井區、大肚區、烏日區）
- 中國國民黨：吳瓊華、林士昌
- 民主進步黨：陳世凱、劉淑蘭

### 第四選區（后里區、豐原區）
- 中國國民黨：張瀞分、陳本添
- 民主進步黨：翁美春、謝志忠
- 無黨籍：陳清龍

### 第五選區（神岡區、大雅區、潭子區）
- 中國國民黨：羅永珍、賴朝國、吳顯森（超黨派聯盟）
- 民主進步黨：張雅旻、蕭隆澤
- 無黨籍：張立傑

### 第六選區（西屯區）
- 中國國民黨：楊正中、張廖乃綸、黃馨慧
- 民主進步黨：陳淑華、林祈烽

### 第七選區（南屯區）
- 中國國民黨：劉士州、朱暖英
- 民主進步黨：何文海、張耀中

### 第八選區（北屯區）
- 中國國民黨：沈佑蓮、賴順仁、陳成添（超黨派聯盟）
- 民主進步黨：謝明源、蔡雅玲、曾朝榮

### 第九選區（北區）
- 中國國民黨：陳政顯
- 民主進步黨：賴佳微、范淞育

### 第十選區（中區、西區）
- 中國國民黨：張宏年
- 民主進步黨： 江肇國

### 第十一選區（東區、南區）
- 中國國民黨：李中
- 民主進步黨：何敏誠、邱素貞、鄭功進

### 第十二選區（太平區）
- 中國國民黨：李麗華、賴義鍠
- 民主進步黨：何明、張玉嬿

### 第十三選區（大里區、霧峰區）
- 中國國民黨：蘇柏興、林碧秀
- 民主進步黨：張芬郁、李天生
- 親民黨：段緯宇
- 無黨籍：張滄沂

### 第十四選區（東勢區、石岡區、新社區、和平區）
- 中國國民黨：蘇慶雲
- 民主進步黨：蔡成圭

### 第十五選區（平地原住民選區）
- 親民黨：洪金福

### 第十六選區（山地原住民選區）
- 無黨籍：朱元宏

## 外部連結
- 中華民國中央選舉委員會選舉資料庫 （页面存档备份，存于）
- 台中市議會 （页面存档备份，存于）